# Meoneura maritima
Meoneura maritima är en tvåvingeart som beskrevs av Ozerov 1991. Meoneura maritima ingår i släktet Meoneura och familjen kadaverflugor. Inga underarter finns listade i Catalogue of Life.